# Вераси
«Вераси́» (біл. Верасы, досл. «Ве́реси») — радянський і білоруський вокально-інструментальний ансамбль, створений в 1971 році як ансамбль політичної[джерело?] пісні. Найбільш відомі пісні групи: «Малиновка», «Завіруха», «Карнавал», «Я у бабушки живу» (слова Ігоря Шаферана, музика Едуарда Ханка), «Белый парус».

## Історія

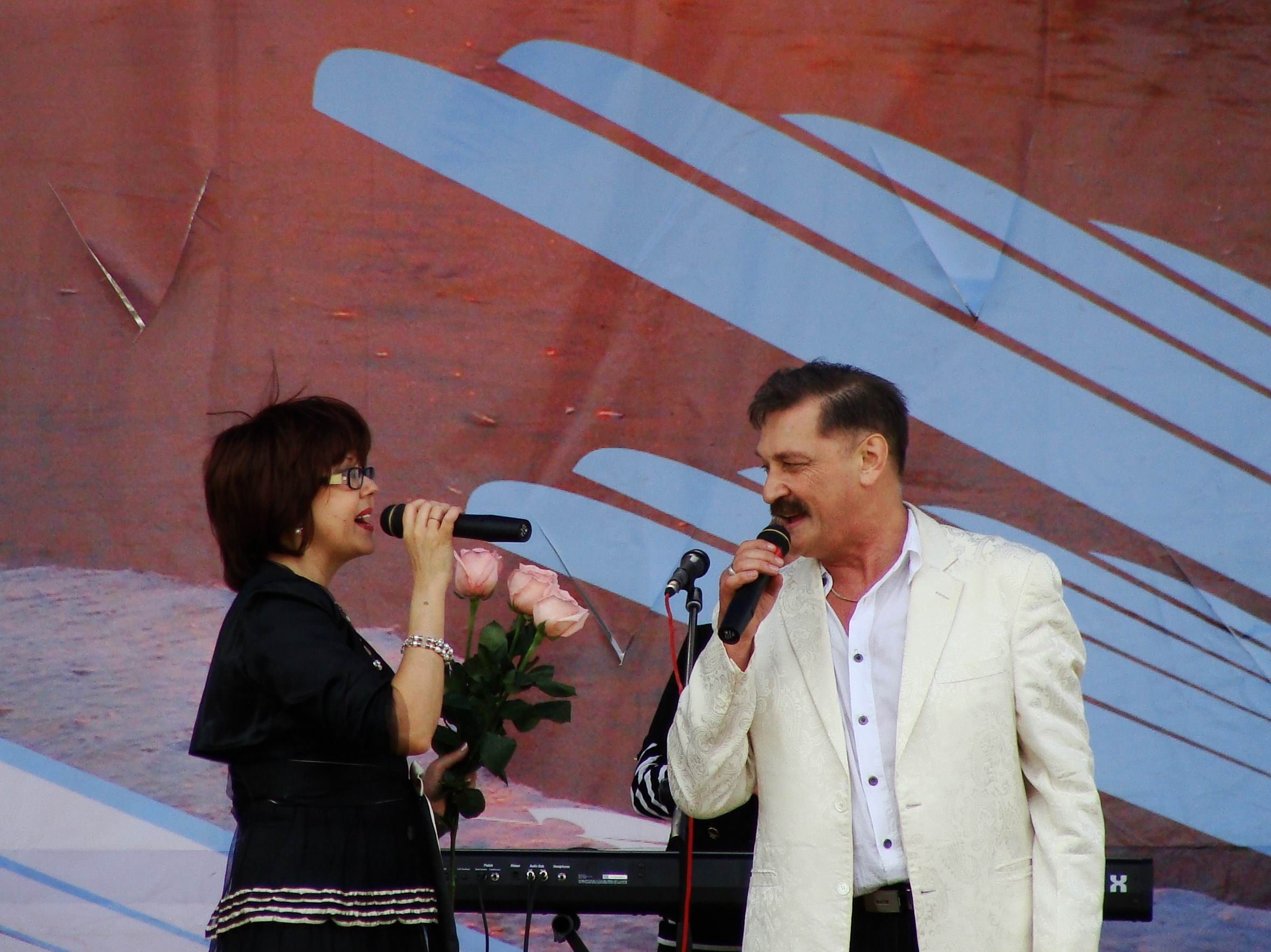
Учасники ансамблю Олександр Тіхановіч та Ядвіга Поплавська. Северодвинськ, 2009 рік.

Ансамбль «Вераси» був створений на початку 1970-х років при Білоруській державній філармонії виключно як дівочий колектив. Через два роки в групу прийшло кілька хлопців, в тому числі Олександр Тиханович.
У 1974 році на п'ятому Всесоюзному конкурсі артистів естради вже після першого туру молодий колектив привернув до себе увагу журі та слухачів, які відзначали своєрідність манери співу і чистоту інтонації. Успішно виступивши в другому і третьому турі з піснею Олександри Пахмутової на слова Миколи Добронравова «В песнях останемся мы», ансамбль «Вераси» стає лауреатом Всесоюзного конкурсу. З 1974 року і донині ансамблем керує Народний артист Білорусі, композитор Василь Раїнчик.
1980 рік — ансамбль серед почесних гостей був запрошений на фестиваль «Золотий Орфей», що проходив в Болгарії. Для порівняння, від Австрії на фестиваль приїхала група «Supermax», з ФРН — співачка Прешес Вілсон (солістка групи «Eruption»).
1983 рік — ансамбль бере участь у зйомках телепрограми «Новорічний атракціон», яку вели Ігор Кіо й Алла Пугачова. Пісня «Карнавал» керівника ансамблю Василя Раїнчика, яку показали в «новорічному атракціоні», стала хітом 1984—1985 років.
У 1986 році Ядвіга Поплавська та Олександр Тиханович формально покинули групу і влаштувалися в тільки що організований оркестр під керуванням Михайла Фінберга. Незабаром вони створили групу «Счастливый случай». З піснею під назвою «Счастливый случай» Едуарда Ханка та Лариси Рубальської вони стали лауреатами фестивалю «Пісня року». Пізніше був організований Театр пісні Ядвіги Поплавської й Олександра Тихановича. Через цю школу та студію пройшло багато молодих білоруських виконавців.
А в ансамблі «Вераси» з'явилися нові артисти, найбільш відомі з яких — Ліка Ялінськая (нині відома як Анжеліка Агурбаш) і Ірина Дорофєєва. Зараз вони заслужені артисти Республіки Білорусь.
Тепер ансамбль «Вераси» виступає з сольними концертами. При ансамблі «Вераси» в 1997 році був створений дитячий ансамбль «Верасята».

## Учасники ансамблю
- Тарасова Тетяна — вокал
- Антоненко Борис — ударні
- Косинець Володимир — гітара
- Шеметкова Люцина — вокал
- Ядвіга Поплавська — вокал, клавіші
- Людмила Ісупова — вокал, флейта
- Надія Микулич — вокал, гітара
- Вознюк Людмила — вокал
- Раїнчик Василь — клавіші — беззмінний керівник ансамблю з 1974 року і дотепер. Народний артист Республіки Білорусь.
- Римашевський Юрій — гітара
- Скляревський Леонід — гітара
- Лосєв Микола — саксофон
- Матвєєв Валентин — тромбон
- Хоменко Євген — конго
- Кошелев Леонід — вокал, гітара
- Бєляєв Володимир —  ударні
- Олександр Тиханович — вокал, бас-гітара
- Стариков Геннадій — гітара
- Дайнеко Надія — вокал
- Поплавський Чеслав — скрипка, гітара
- Скачко Світлана — вокал
- Ведмідь Сергій — гітара
- Карась Володимир — флейта Chigikov Aleksey Truba
- Стаматі Володимир — вокал
- Грум Сергій — ударні 'Filippov valeriy '
- Цвєткова Ірина — вокал, клавіші
- Раїнчик Сергій — клавіші
- Лацапнєв Євген — ударні
- Скороход Юлія — вокал, клавіші
- Воєводіна Надія — вокал
- Ліка Ялінська — вокал
- Ірина Дорофєєва — вокал
- Жос Олексій — вокал
- Завгородній Олександр — вокал
- Голубєва Марта — вокал
- Сансевич Ольга — вокал
- Цибулько Ян — вокал
- Тимофєєва Влада — вокал
- Бикбаева Анастасія — вокал
- Костюкевич Микита — вокал
- Степущенок Марія — вокал
- Горбатенко Олександра — вокал
- Мельниченко Василь — вокал.

## Дискографія
- 1975 — «Анита»
- 1978 — «Весна»
- 1980 — «Наша дискотека»
- 1985 — «Музыка для всех»